# Zoucheng
Zoucheng (邹城 ; pinyin : Zōuchéng), anciennement Zouxian, est une ville de l'ouest de la province du Shandong en Chine. C'est une ville-district placée sous la juridiction administrative de la ville sous-provinciale de Jining.

## Démographie
La population du district était de 1 099 482 habitants en 1999.